# Liolaemus chiliensis
El lagarto llorón o lagarto chillón (Liolaemus chiliensis) es un pequeño lagarto endémico de Chile y algunas zonas de Argentina.

## Descripción
Lagartija de tamaño mediano, alcanza hasta 30 cm de longitud total. Su cola es larga, generalmente duplica el largo del cuerpo. Las escamas dorsales son imbricadas, lanceoladas y con quilla prominente terminada en mucrón. También poseen dos bandas supraoculares claras que atraviesan toda la espalda y la cola.
Puede confundirse con Liolaemus nitidus, pero se diferencia por tener las escamas menos marcadas y por poseer las bandas supraoculares a través de todo el cuerpo.

## Distribución
Se distribuye en Chile desde el sur de la región de Coquimbo hasta la región de Los Ríos. En Argentina se distribuye en las provincias de Río Negro y Neuquén.